# Thomas Case

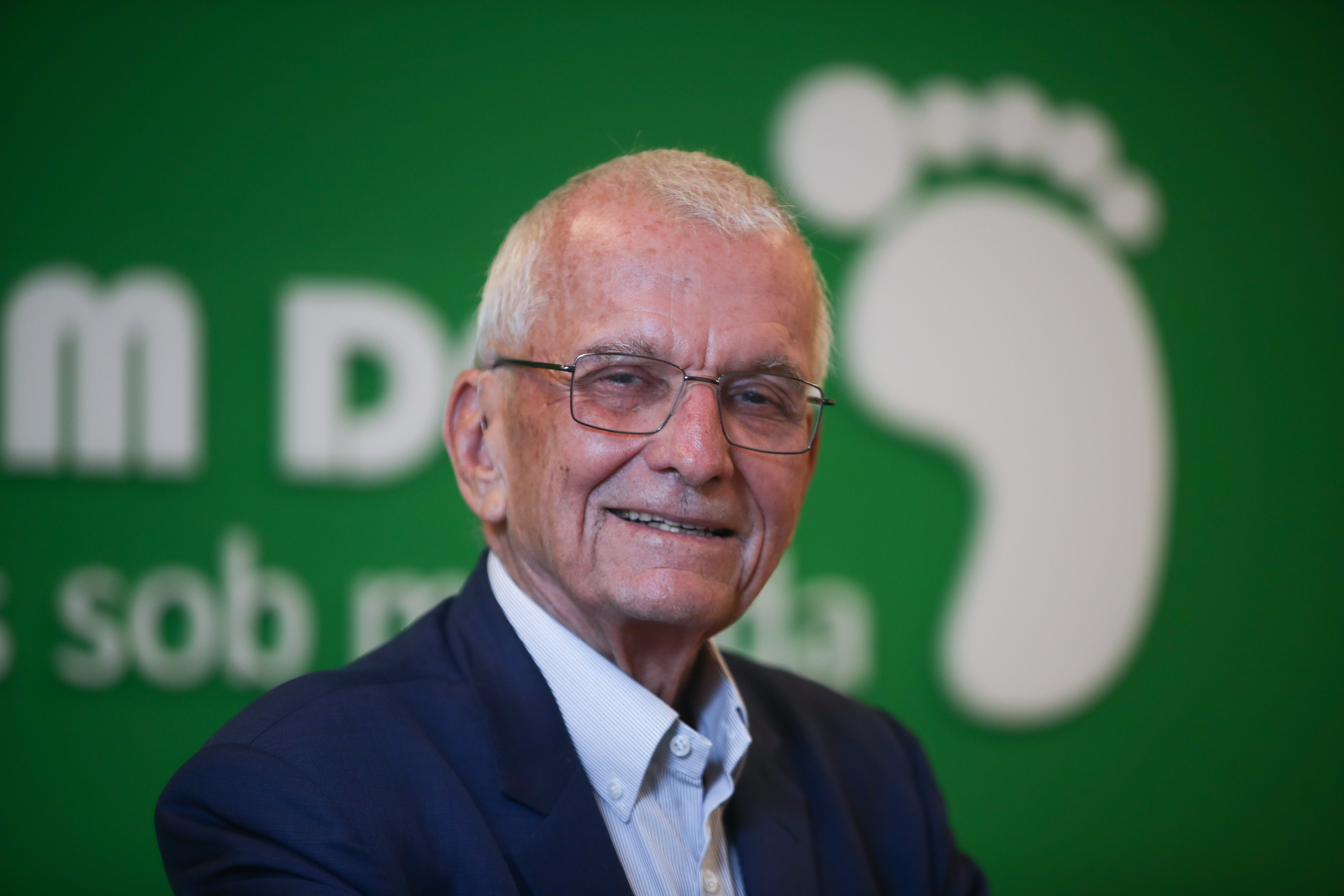
Thomas A. Case aos 87 anos

Thomas Case (Oak Park, 10 de agosto de 1937) é um empresário americano naturalizado brasileiro, fundador da Thomas Case & Associados, que originou a Catho Online/Catho, e da Pés Sem Dor, empresas de inovação em seus respectivos segmentos: recrutamento online e palmilhas ortopédicas.

## Biografia
Thomas Case nasceu em Oak Park, Illinois, nos Estados Unidos, e naturalizou-se brasileiro anos após se estabelecer no país. É bacharel em Engenharia Mecânica pela Universidade Estadual de Michigan, tem MBA pela Universidade de Oklahoma, fez um curso de extensão em Gerenciamento em Harvard e é Ph.D. em Administração pela Universidade de Michigan.

## Carreira
Thomas Case iniciou sua trajetória empreendedora em 1977, quando fundou a Catho Online/Catho, uma das primeiras plataformas de recrutamento e seleção do Brasil. A empresa foi pioneira no uso da internet para conectar profissionais e empresas.
Em 2009, Case fundou a Pés Sem Dor, voltada para a venda de palmilhas sob medida para pessoas com dores nos pés, tornozelos e joelhos. Em 2016  a empresa passou a utilizar o escaneamento 3D e impressoras 3D em sua linha de produção, permitindo maior precisão na fabricação das palmilhas.

## Livros publicados
Thomas Case é autor e coautor de livros sobre carreira e mercado de trabalho, publicados principalmente nos anos 1990 e 2000. Suas obras são:
- Como Conseguir um Emprego no Brasil do Século XXI – Thomas A. Case, Editora Catho
- Gerenciamento da Carreira do Executivo Brasileiro: uma Ciência Exata – Joaquim Maria Botelho e Thomas A. Case, Editora Catho
- Como Conquistar um Ótimo Emprego e Dar um Salto Importante – Thomas A. Case, PhD
- Empregabilidade: de Executivo a Consultor Bem-sucedido – Thomas Case, Silvana Case e Claudir Franciatto, Editora Makron Books